# Juntos Haremos Historia
Juntos Haremos Historia fue una coalición tipo alianza electoral mexicana formada por el partido Morena, el Partido del Trabajo (PT) y el Partido Encuentro Social (PES) para participar en las elecciones federales de 2018. En 2019, la alianza continuó con la integración en algunos estados del Partido Verde Ecologista de México, como en el caso de Baja California, Puebla y Quintana Roo. El 23 de diciembre de 2020, la coalición cambió de nombre a Juntos Hacemos Historia.

## Historia

Estados de México donde la coalición presenta candidatos a diputados federales y senadores en las elecciones de 2018.

### Antecedentes del partido
El 24 de junio de 2017, el Partido del Trabajo aprobó presentarse a las elecciones de 2018 en una alianza electoral con el Movimiento Regeneración Nacional; sin embargo, la coalición no fue registrada oficialmente ante las instancias electorales. Desde Morena se facilitó la alianza como consecuencia de la declinación del candidato del PT Óscar González Yáñez, quien renunció a su candidatura solicitando el voto en favor de Delfina Gómez Álvarez, abanderada morenista en los comicios estatales del Estado de México de 2017.
Al principio se especuló sobre la posibilidad de un frente que agrupara a todos los partidos de izquierda: Morena, PRD, PT y MC. Sin embargo, Andrés Manuel López Obrador rechazó cualquier tipo de acuerdo por diferencias políticas, marcadas especialmente tras las elecciones en el Estado de México, cuando los candidatos del PRD y Movimiento Ciudadano continuaron con sus campañas rechazando apoyar a la candidata de Morena, como sí lo hizo el Partido del Trabajo. A finales noviembre de 2017, los dirigentes de Morena y del Partido Encuentro Social (PES) anunciaron que estaban en pláticas para formar una posible alianza. En este sentido, Hugo Eric Flores, presidente del PES, afirmó «tenemos dos opciones, ir solos o con Morena».

### Conformación
El 13 de diciembre se oficializó la coalición entre Morena, el PT y el PES bajo el nombre «Juntos Haremos Historia», tras la firma del convenio se designó a Andrés Manuel López Obrador como precandidato de las tres formaciones políticas. Se trata de una coalición parcial que impulsará a López Obrador como candidato presidencial y, respecto a las elecciones legislativas: a Morena le corresponderá elegir candidatos en 150 distritos electorales federales y 32 distritos al Senado; 75 diputados y 16 senadores para PT y 75 diputados y 16 senadores para el PES.
La alianza ha recibido críticas por tratarse de una coalición entre dos partidos de izquierda (Morena y PT) con una formación relacionada con la «derecha evangélica» (PES). Ante esto, la presidenta nacional de Morena Yeidckol Polevnsky mencionó que su partido cree en la inclusión, el trabajo conjunto para «rescatar a México» y que seguirán defendiendo los derechos humanos, por su parte Hugo Eric Flores Cervantes, presidente nacional del Partido Encuentro Social, mencionó que «la única posibilidad de un cambio real en nuestro país es la que esta encabezando Andrés Manuel López Obrador» y que su partido había decidido ponerse «del lado correcto de la historia».

## Resultados electorales

### Presidencia de México
|  | 44.49 % |

|  | 53.19 % |

|  | 6.00 % |

|  | 2.70 % |

### Cámara de Senadores
|  | 37.51 % |

|  | 43.66 % |

|  | 3.82 % |

|  | 2.33 % |

### Cámara de Diputados
|  | 37.16 % |

|  | 43.5 % |

|  | 3.93 % |

|  | 2.41 % |

### Gubernaturas
|  | 39.08 % |

|  | 24.31 % |

|  | 24.71 % |

|  | 52.69 % |

|  | 34.10 % |

|  | 61.10 % |

|  | 44.01 % |

|  | 20.45 % |

|  | 47.05 % |

|  | 50.38 % |

|  | 44.67 % |